# Ateliers Janssens
Ateliers Antoine Janssens war ein belgischer Hersteller von Automobilen. Der Markenname lautete Janssens.

## Unternehmensgeschichte
Das Unternehmen aus der Rue du Gazomètre in Sint-Niklaas hatte ab März 1900 ein Patent auf eine besondere Antriebseinheit. Aber erst 1903 oder 1904 begann die Produktion von Automobilen. Etwa 1907 endete die Produktion.

## Fahrzeuge
Das Unternehmen stellte Kleinwagen her. Für den Antrieb sorgten Zwei- und Vierzylindermotoren. Die Fahrzeuge hatten Frontantrieb. Zunächst waren es Avant-Train, also nur Antriebseinheiten, die in pferdelose Fahrzeuge eingebaut wurden. Später entstanden komplette Fahrgestelle.